# Радулов Олександр Валерійович
Олександр Валерійович Радулов (рос. Александр Валерьевич Радулов; 5 липня 1986, м. Нижній Тагіл, СРСР) — російський хокеїст. Виступає за Локомотив в КХЛ. Заслужений майстер спорту Росії (2009).

## Кар'єра

### Квебек Ремпартс
У 2004 році Олександр вирушив за океан, в Північну Америку. Влітку Радулова обрали одразу на двох драфтах: НХЛ (Нашвілл Предаторс) і Канадської хокейної ліги. Саме в останній лізі і почалася заокеанська кар'єра хокеїста. Його було обрано командою Квебек Ремпартс. В першому ж сезоні за нову команду він набрав 75 очок, посівши третє місце серед бомбардирів клубу.
В наступному сезоні він став одним з найкращих гравців ліги, створивши з Анджело Еспозіто неперевершений тандем. За підсумками сезону Олександр набравши 152 (61+91) очка виграв звання найкращого бомбардира серед усіх трьох ліг, що входять до CHL. Окрім того він побив рекорд команди з кількості набраних очок, закинутих шайб і результативних пасів за сезон, за кількістю набраних очок в одному матчі, за кількістю матчів підряд з набраними очками. Останній показник в 50 ігор підряд з набраними очками є другим показником в історії ліги після результату Маріо Лем'є, у котрого було 62 таких поєдинки. Настільки результативна гра російського форварда допомогла його команді посісти перше місце за підсумками 70 матчів регулярної першості в східному дивізіоні і отримати перевагу свого майданчика в усіх раундах плей-оф. В матчах на виліт Олександр продовжив свої успішні виступи, заробляючи бали за результативність в кожному з 23 матчів, що в підсумку дозволило йому набрати 55 (21+34) очок і знову посісти перше місце в лізі за цим показником. Що ж до командних успіхів, то Квебек зумів дійти до фіналу ліги, де поступився команді Монктон Вайлдкетс з рахунком в серії 4:2.
В розіграші Меморіального кубку-2006 команда з Квебеку брала участь як переможець ліги Квебеку, оскільки тріумфатор ліги Монктон, був одночасно і господарем турніру. На попередньому етапі в трьох поєдинках «квебекці» одержали дві перемоги і посіли перше місце в групі, що дозволило одразу потрапити до фіналу. У фінальному ж поєдинку вони знову зустрілися зі своїми кривдниками в квебецькій лізі — Монктон Вайлдкетс. Але цього разу команда Олександра Радулова взяла переконливий реванш, перемігши з рахунком 6:2. Сам Олександр в тому поєдинку відзначився двома шайбами і трьома результативними пасами. За підсумками Меморіального кубку Радулов отримав Стеффорд Смайт Трофі, що вручається найкращому гравцеві турніру.

### Нашвілл Предаторс
9 січня 2006 року, ще виступаючи у юніорській лізі, Радулов підписав трирічну угоду новачка з командою Нешвілл Предаторс. Тож сезон 2006-07 років він розпочав в організації саме цієї команди, але виступаючи за фарм-клуб Нашвілла — Мілвокі Адміралс. Вже 21 жовтня його викликали до складу першої команди, а 26 жовтня він закинув свою першу шайбу в НХЛ. Починаючи з 21 листопада і до кінця сезону Радулов грав виключно за основну команду. В підсумку за сезон він зіграв в 64 поєдинках за команду НХЛ, набравши 37 (18+19) очок, а також чудовий показник корисності: +19. По закінченні сезону, Олександра вперше було запрошено до складу національної збірної Росії з хокею для участі на чемпіонаті світу, що проходив в Москві. Радулов допоміг команді здобути бронзові нагороди першості.
У другому сезоні в НХЛ, місце Радулова в основному складі не підлягало сумніву. Тож він провів 81 зустріч, в котрих зумів набрати 58 (26+32) очок, що стало третім показником в команді і допоміг Нешвіллу потрапити в плей-оф розіграшу кубка Стенлі. Щоправда вже в першому раунді команда з Теннессі поступилася супернику в серії з рахунком 4:2 і припинила виступи. Після цього Олександр вирушив на чемпіонат світу допомагати своїй команді боротися за чемпіонство. І хоча гра самого Радулова не була надто яскравою (лише 3 гольові паси в шести зустрічах), росіяни все рівно змогли вибороти чемпіонський титул.

#### Втеча з НХЛ
За підписаним з «Нашвілл Предаторс» контрактом новачка, Радулов мав виступати за цю команду ще один сезон, але 11 липня 2008 року він підписав трирічну угоду з командою КХЛ, Салават Юлаєв. Така ситуація стала можлива оскільки строк угоди між Європейськими хокейними асоціаціями та НХЛ закінчився, а новий договір не було підписано, через відмову Європейської сторони пристати на умови північноамериканців. Так як НХЛ не входить до складу Міжнародної федерації хокею, то контракти укладені в даній організації не є правочинними для іншої сторони, і навпаки. Саме через це сторони 10 липня підписали меморандум про взаємну повагу контрактів укладених іншою стороною. Тож НХЛ, ІІХФ та «Предаторс» почали вимагати у «Салавата Юлаєва» розірвання правовідносин з Радуловим, а самого гравця тимчасово було дискваліфіковано. Але, як заявила російська сторона, контракт було укладено до підписання меморандуму, а саме 5 липня і лише оголошено 11 числа. Тож скориставшись відсутністю договору між НХЛ і ІІХФ, Олександр зміг перейти до російської команди. Дискваліфікацію ІІХФ було скасовано, що дало можливість хокеїсту брати участь у хокейній Лізі чемпіонів та етапах Єврохокейтуру.

### Салават Юлаєв
Перший сезон у КХЛ виявився досить напруженим для Радулова. Окрім змагань безпосередньо в лізі, Салават також брав участь у Лізі чемпіонів, Сашко виступав і за національну збірну. В усіх цих змаганнях Радулов грав досить результативно, допоміг «юлаєвцям» вибороти перше місце за підсумками регулярної частини змагань. Але вже в першому раунді плей-оф розіграшу кубка Гагаріна, Салават в п'яти зустрічах поступився Авангарду. Певну сатисфакція за відносно невдалий сезон на клубному рівні Радулову вдалося отримати на світовій першості. Збірна Росії вдруге поспіль виборола золоті нагороди, а Олександр зумів набрати 10 (4+6) очок. Одна з цих шайб стала переможною в фінальному поєдинку.

### Особисте життя
У Олександа є старший брат Ігор, який, як і Олександр, професійно займався хокеєм в період з 2000 по 2017 роки. Ігор виступав за команду НХЛ, Чикаго Блекгокс.
У травні 2011 року Олександр знявся в кліпі російської співачки Нюші.

## Статистика
Останнє оновлення: 4 листопада 2009 року
| Сезон                       | Клуб                        | Ліга                        | Регулярна першість          | Регулярна першість          | Регулярна першість          | Регулярна першість          | Плей-оф | Плей-оф | Плей-оф | Плей-оф |
| Сезон                       | Клуб                        | Ліга                        | І                           | Г                           | П                           | О                           | І       | Г       | П       | О       |
| --------------------------- | --------------------------- | --------------------------- | --------------------------- | --------------------------- | --------------------------- | --------------------------- | ------- | ------- | ------- | ------- |
| 2004-2005                   | Квебек Ремпартс             | QMJHL                       | 65                          | 32                          | 43                          | 75                          | 13      | 6       | 5       | 11      |
| 2005-2006                   | Квебек Ремпартс             | QMJHL                       | 62                          | 61                          | 91                          | 152                         | 23      | 21      | 34      | 55      |
| 2005-2006                   | Мілвокі Адміралс            | AHL                         | 11                          | 6                           | 12                          | 18                          | -       | -       | -       | -       |
| 2006-2007                   | Нешвілл Предаторс           | НХЛ                         | 64                          | 18                          | 19                          | 37                          | 4       | 3       | 1       | 4       |
| 2007-2008                   | Нешвілл Предаторс           | НХЛ                         | 81                          | 26                          | 32                          | 58                          | 6       | 2       | 2       | 4       |
| 2008-2009                   | Салават Юлаєв               | КХЛ                         | 52                          | 22                          | 26                          | 48                          | 4       | 0       | 2       | 2       |
| 2009-2010                   | Салават Юлаєв               | КХЛ                         | 20                          | 11                          | 15                          | 26                          | -       | -       | -       | -       |
| Всього в НХЛ                | Всього в НХЛ                | Всього в НХЛ                | 145                         | 44                          | 51                          | 95                          | 10      | 5       | 3       | 8       |
| Всього в КХЛ                | Всього в КХЛ                | Всього в КХЛ                | 72                          | 33                          | 41                          | 74                          | 4       | 0       | 2       | 2       |
| Всього на чемпіонатах світу | Всього на чемпіонатах світу | Всього на чемпіонатах світу | Всього на чемпіонатах світу | Всього на чемпіонатах світу | Всього на чемпіонатах світу | Всього на чемпіонатах світу | 24      | 6       | 9       | 15      |

## Нагороди
- Чемпіон світу з хокею 2008, 2009
- Чемпіон світу з хокею серед юнацьких команд 2004
- Володар Меморіального кубку 2006
- Гравець року КХЛ 2006